# Paracemomeno

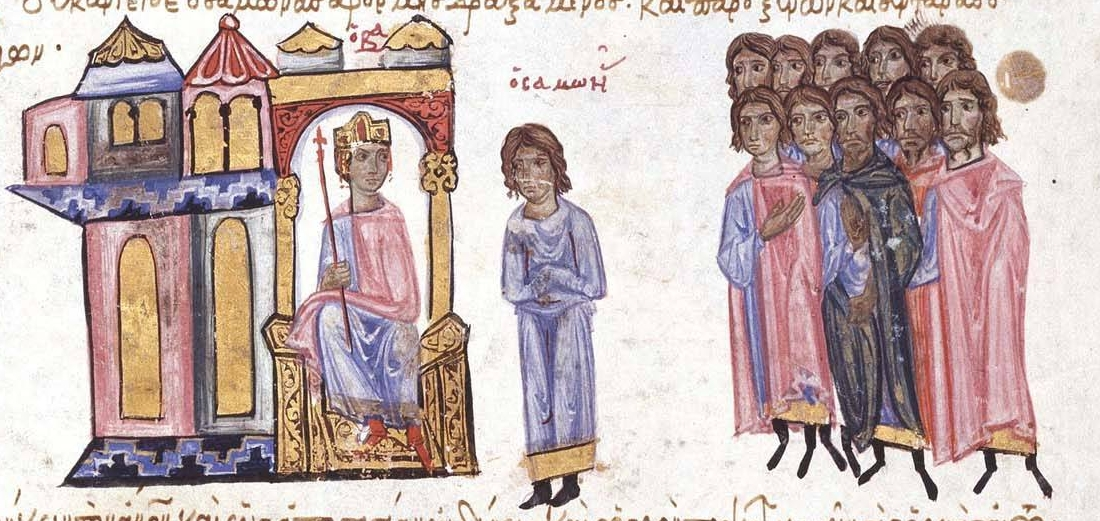
El parakoimomenos Samonas se presenta ante el emperador León.

El "paraikomomenos" —del griego: παρακοιμώμενος, lit. "El que duerme junto [a la cámara del emperador]") o paracemomeno[cita requerida]— era una posición de la corte bizantina, y durante un tiempo uno de los cargos más altos del imperio administrativo. 
Certificado primero por Teófanes el Confesor en el 780, fue dado originalmente a los cubicularios, los criados eunucos de la "Sagrada Alcoba"  o cubiculum del emperador (en latín: Sacrum Cubiculum), que se encargaron de dormir fuera de la alcobq del emperador. Desde mediados del siglo IX y durante todo el siglo X, la oficina se asoció con personas específicas, no siempre los eunucos, quienes se aprovecharon de su proximidad con el emperador para ejercer una influencia considerable. Teófanes,  Bringas y Lecapeno sirvieron como ministros principales., mientras que Basilio el macedonio usó esta posición para usurpar el trono de Miguel III. El puesto siguió siendo importante en el siglo XI, y sobrevivió durante el periodo Paleólogo. En el siglo XIV, el puesto fue dividido al parakoimōmenos tou koitōnos (παρακοιμώμενος τοῦ κοιτῶνος), conservando las funciones del koitōn (el dormitorio imperial) y el parakoimōmenos tes sphendonēs (παρακοιμώμενος τῆς σφενδόνης), responsable de la sphendonē, el sello del estado. Esta última mantuvo un papel importante en la administración, y se llevó a cabo por hombres como Alejo Apocauco.